# Vélarisation
En phonétique articulatoire, la vélarisation est un trait d'articulation secondaire d'une consonne, caractérisé par le rapprochement de l'arrière de la langue du voile du palais.
Le français moderne ne comporte pas de consonne vélarisée, mais la forme plurielle des mots comme cheval / chevaux montre que dans certains cas la prononciation du son [l] après voyelle en ancien français a connu une vélarisation si forte qu'elle s'est changée en [u], formant une diphtongue [au] (devenue plus tard la monophtongue [o] d'aujourd'hui). L'anglais connaît cette consonne spirante latérale alvéolaire vélarisée, notée  [ɫ] et appelée « dark l » (milk, « lait », réalisé [mɪɫk]), qui est un allophone de /l/.
Dans de nombreuses langues, dont l'irlandais et le russe, des consonnes vélarisées contrastent phonémiquement avec des consonnes palatalisées. La différence entre vélarisée et palatalisée est souvent désignée par des noms vernaculaires propres à l'enseignement : en irlandais on emploie souvent les termes « mince » (palatale) et « large » (vélarisée), en russe « mou » (palatal) et « dur » (vélarisée).
L'alphabet phonétique international note la vélarisation de plusieurs manières :
- En inscrivant un tilde dans la lettre représentant la consonne vélarisée, comme [ɫ] ([l] vélarisé) ;
- En plaçant un gamma latin en exposant après la lettre représentant la consonne vélarisée, comme [tˠ] ([t] vélarisé) ;
- Un v de ronde en exposant peut être utilisé après la lettre représentant la consonne labialisée et vélarisée, comme [tᶹ] au lieu de [tˠʷ] ou [tʷˠ][1],[2].

Certains auteurs utilisent ou ont utilisés les symboles non standard, m culbuté en exposant, comme [tᵚ] au lieu de [tˠ], ou m culbuté à long fût en exposant, comme [tᶭ].